# Dendronotus lacteus
Dendronotus lacteus is een slakkensoort uit de familie van de Dendronotidae. De wetenschappelijke naam van de soort is voor het eerst geldig gepubliceerd in 1840 door Thompson W..
Deze soort heeft twee rijen aanhangels die doen denken aan kleine takjes. Deze gebruikt hij als kieuwen.